# Krasnoturjinsk
Krasnoturjinsk (rusky Краснотурьи́нск) je město v Sverdlovské oblasti v Ruské federaci. Při sčítání lidu v roce 2010 měl bezmála šedesát tisíc obyvatel.

## Poloha
Krasnoturjinsk leží na řece Turje, levém přítoku Sosvy v povodí Obu, na východním okraji Severního Uralu přibližně 430 kilometrů severně od Jekatěrinburgu, správního střediska oblasti. Na západním okraji s ním sousedí město Karpinsk.

## Dějiny
Osídlení zde začíná v roce 1758 spolu s těžbou mědi. Soubor zdejších dolů se původně nazýval Turjinskije Rudniki (Турьинские Рудники). Od 20. let 20. století se zdejšímu osídlení říkalo krátce Turjinskij (Турьинский). V roce 1944 došlo k povýšení na město pod jménem Krasnoturjinsk.

### Rodáci
- Alexandr Petrovič Karpinskij (1847–1936), geolog
- Jevgraf Stěpanovič Fjodorov (1853–1919), mineralog
- Alexandr Stěpanovič Popov (1859–1906), fyzik, průkopník radiotechniky
- Anatolij Konstantinovič Serov (1910–1939), letec, Hrdina Sovětského svazu